# امیر شاپورزاده
امیر شاپورزاده (زاده ۲۸ شهریور ۱۳۶۱ در تهران) مهاجم بازنشسته ایرانی - آلمانی  سابقه بازی در باشگاه فوتبال استیل آذین در کارنامه دارد.

## تیم‌های باشگاهی
او در سال ۲۰۰۲ میلادی وارد تیم دوم هامبورگ شد و در سال ۲۰۰۴ به تیم هانزاروستوک پیوست و اولین بازی خود را در بوندس لیگا انجام داد. او همچنین یک سال در تیم اف‌اس‌وی فرانکفورت حضور داشت و پس از آن به تیم فوتبال استیل‌آذین پیوست.

## بازی‌های ملی
شاپورزاده برای بازی‌های غرب آسیا در سال ۲۰۰۷ به تیم دوم ایران دعوت شد و در بازی مقابل عراق به میدان رفت.
او همچنین در بازی دوستانه‌ای با زامبیا به تیم ملی دعوت شد.